# Hrubý Šúr
Hrubý Šúr és un poble i municipi d'Eslovàquia que es troba a la regió de Bratislava, a l'extrem occidental del país, prop de la frontera amb Àustria.

## Història
La primera menció escrita de la vila es remunta al 1245.

## Demografia
| Godina             | 1994 | 2004   | 2014    | 2024    |
| ------------------ | ---- | ------ | ------- | ------- |
| Nombre de persones | 596  | 647    | 860     | 1128    |
| Diferència         |      | +8,55% | +32,92% | +31,16% |

| Godina             | 2023 | 2024   |
| ------------------ | ---- | ------ |
| Nombre de persones | 1110 | 1128   |
| Diferència         |      | +1,62% |